# Ayşen Gruda
Ayşen Gruda (Isztambul, 1944. augusztus 22. – Isztambul, 2019. január 23.) török színésznő.

## Fontosabb filmjei
- Delisin (1975)
- Gülsah küçük anne (1976)
- A Foster fivérek (Süt Kardesler) (1976)
- Vakáción a gyalázatos osztály (Hababam Sinifi Tatilde) (1977)
- Saban, Saban fia (Saban Oglu Saban) (1977)
- Doktor (1979)
- Viszlát, gyalázatos osztály! (Hababam Sinifi Güle Güle) (1981)
- Buyurun cümbüse (1982)
- Singirdak sadiye (1983)
- Girgiriye'de büyük seçim (1984)
- Lodos Zühtü (1984)
- Uyaniklar dünyasi (1985)
- Gazino bülbülü (1985)
- Karamanin Koyunu (1986)
- Ana (1991, tv-sorozat, 30 epizódban)
- Rumuz Sev Beni (1993)
- Senlik var (1994)
- Evimiz olacak mi? (1999, tv-film)
- Hababam Sinifi Merhaba (2003)
- Hacivat és Karagöz (Hacivat Karagöz Neden Öldürüldü?) (2006)
- Firtina (2006–2007, tv-sorozat, 31 epizódban)
- Ibreti Ailem (2012, tv-sorozat, nyolc epizódban)
- Leyla ile Mecnun (2013, tv-sorozat, tíz epizódban)
- Seni Seviyorum Adamim (2014)
- Güvercin Uçuverdi (2015)
- Bes Kardes (2015, tv-sorozat, tíz epizódban)
- Rossz cicus (Kötü Kedi Şerafettin) (2016, hang)
- Iliski Durumu: Karisik (2016, tv-sorozat, hét epizódban)
- Babamin Ceketi (2018)